# Delia criniventris
Delia criniventris este o specie de muște din genul Delia, familia Anthomyiidae. A fost descrisă pentru prima dată de Zetterstedt în anul 1860. Conform Catalogue of Life specia Delia criniventris nu are subspecii cunoscute.